# Anoplodactylus iuleus
Anoplodactylus iuleus is een zeespin uit de familie Phoxichilidiidae. De soort behoort tot het geslacht Anoplodactylus. Anoplodactylus iuleus werd in 1975 voor het eerst wetenschappelijk beschreven door Stock. 